# Something New (canção de Taeyeon)
"Something New" é uma canção gravada pela cantora sul-coreana Taeyeon, lançada em 18 de junho de 2018 pela SM Entertainment. Servindo como a faixa-título de seu quarto extended play (EP) homônimo, lançado na mesma data do single. "Something New" atingiu a posição de número quinze nas paradas semanais sul-coreanas.

## Antecedentes e lançamento
Em junho de 2018, foram divulgados imagens promocionais de Taeyeon, que confirmavam o seu retorno. O single "Something New" foi lançado na mesma data de seu EP de mesmo nome. 

## Composição
"Something New" possui letras de Ji Yu-ri e composição de Dem Jointz, Macy Maloy e Ryan S. Jhun. A canção possui letras motivacionais e musicalmente, possui seu início abrangido por vocoder, levando a uma canção pop e funk inspirada nos anos noventa. "Something New" possui ainda um gancho cadenciado na forma de refrão, o qual o seu refrão conduz a uma melodia liderada por instrumentais de jazz e de baixo rítmico. Para Tamar Herman da Billboard, a produção da canção "É verdadeiramente 'algo novo' de Taeyeon" em termos sonoros.

## Vídeo musical
O vídeo musical de “Something New” foi lançado em 18 de junho de 2018, na mesma data do single, ele se correlaciona com as letras da faixa e retrata Taeyeon como uma femme fatale, em uma produção no estilo filme de ação, onde ela tem que enfrentar diversos adversários. O vídeo musical se encerra com Taeyeon jogando malas de um penhasco e atirando nelas, revelando que está jogando fora dinheiro e outros itens antes de correr para o oceano.

## Desempenho nas paradas musicais
"Something New" estreou na Coreia do Sul, em seu pico de número quinze pela Gaon Digital Chart, na semana referente a 17 a 23 de junho de 2018, em suas tabelas componentes, a faixa estreou em seu pico de número quatro pela Gaon Download Chart e de número 36 pela Gaon Streaming Chart, ambas, na semana referente a 17 a 23 de junho de 2018. Pela Billboard K-pop Hot 100, "Something New" atingiu pico de número quinze na correspondente a 30 de junho de 2018. Nos Estados Unidos, a canção posicionou-se em número 24 pela Billboard World Digital Songs, na semana referente a 30 de junho de 2018.
| Parada musical (2018)                          | Melhor posição |
| ---------------------------------------------- | -------------- |
| Coreia do Sul (Gaon Digital Chart)             | 15             |
| Coreia do Sul (Billboard K-pop Hot 100)        | 15             |
| Estados Unidos (Billboard World Digital Songs) | 24             |

| Parada musical (2018)              | Melhor posição |
| ---------------------------------- | -------------- |
| Coreia do Sul (Gaon Digital Chart) | 100            |

## Histórico de lançamento
| Região        | Data                | Formato                       | Gravadora | Ref.   |
| ------------- | ------------------- | ----------------------------- | --------- | ------ |
| Coreia do Sul | 18 de junho de 2018 | CD download digital streaming | SM Iriver | [ 10 ] |
| Mundo         | 18 de junho de 2018 | Download digital streaming    | SM        | [ 11 ] |